# Cremastocheilus brevisetosus
Cremastocheilus brevisetosus är en skalbaggsart som beskrevs av Thomas Casey 1915. Cremastocheilus brevisetosus ingår i släktet Cremastocheilus och familjen Cetoniidae. Inga underarter finns listade i Catalogue of Life.